# Carlos Azaustre (historietista)
Carlos Azaustre, (nacido el 8 de diciembre de 1984; Madrid, España) es ingeniero en telemática, trabaja como desarrollador de software y creador de contenido sobre programación. También ha sido historietista español que firma como Aza.

## Biografía
Carlos Azaustre aprendió a leer con Mortadelo y Filemón de Francisco Ibáñez y Superlópez de Jan.
Su primer ordenador fue un PC de 1997 con microprocesador Pentium a 133Mhz y 16 megabytes de memoria RAM
Estudió la escuela primaria y secundaría en el colegio Divino Maestro de Madrid y continuó los estudios de bachillerato tecnológico en la institución La Salle de Aluche en Madrid. Después optó por la formación profesional estudiando el ciclo formativo de grado superior "desarrollo de productos electrónicos" en las escuelas profesionales Padre Piquer en Madrid. 
Al finalizar comenzó los estudios de ingeniería técnica en telecomunicaciones, especialidad telemática. Mientras estudiaba, inició su experiencia como historietista colaborando con el fanzine de cómic independiente "Ojodepez", que obtuvo el premio al mejor fanzine en los salones de Cómic de Madrid y Barcelona en 2007 y 2008. 
En mayo de 2007 creó el webcomic Pardillos, una parodia de la serie televisiva Perdidos. Tras completar la parodia de la primera temporada, en agosto de 2008 se autopublicó en formato comic book, con la portada en color y dibujos en blanco y negro por 3,50 euros.
En diciembre de 2009, obtuvo el premio al Mejor Cómic On-Line en Expocómic por Pardillos.
En abril de 2010 presentó el cuarto volumen en Expomanga de Madrid, cuando ya había vendido 10 000 copias de los tres primeros, todo un récord en el mercado nacional para un producto independiente. Hasta la fecha sus 6 números publicados vendieron más de 30.000 ejemplares en toda España.
En marzo de 2012 recurrió al micromecenazgo para financiar el sexto volumen, recaudando en menos de 48 horas el 100% necesario para editarlo
Desde 2013 trabaja como Ingeniero de Software y como creador de contenido divulgativo sobre programación y desarrollo web en redes sociales, principalmente en YouTube, Twitch e Instagram.

Es autor de varios libros técnicos como "Desarrollo ágil con Angular.js", "Aprendiendo JavaScript" y "Aprendiendo React". Estos últimos han sido varias veces los más vendido en la tienda de Amazon en los apartados "desarrollo de software orientado a objetos" y "lenguajes de programación informáticos".
Su canal de YouTube consiguió en 2021 el reconocimiento de YouTube Creators con la placa del botón de plata por superar los 100,000 suscriptores.
Su labor divulgativa y actividad como conferenciante le ha brindado los reconocimientos por parte de Google y Microsoft como GDE (Google Developer Expert) desde 2019 y MVP (Most Valuable Professional) desde 2022.

## Formación
Carlos Azaustre es Ingeniero Técnico de Telecomunicaciones e Ingeniero en Telemática por la Universidad Carlos III de Madrid. En 2011 Comenzó los estudios de Máster en Tecnologías Web por la Universidad de Castilla-La Mancha pero no los finalizó.

## Trayectoria profesional
En 2006 y hasta 2011, compagina sus estudios universitarios con la actividad de ilustrador e historietista, publicando varias series de tiras cómicas de humor para revistas, fanzines y páginas web.
En 2008, funda la editorial de cómic Azacomic para la autopublicación de sus obras en formato cómic. 
En 2009, empezó su trayectoria como desarrollador de software trabajando como becario en una empresa de consultoría informática. 
En 2011, trabaja en la división de Internet y movilidad de la empresa Elecnor Deimos (antigua Deimos Space). Después daría el salto al mundo startup trabajando en Spartanbits, una empresa de desarrollo de aplicaciones móviles.
En 2012, tras un periodo de parón profesional, emigró a Cork, Irlanda con su pareja y trabajó como desarrollador de software independiente a lo largo de un año.
En 2013 hasta 2017, a su vuelta de Irlanda, fundó junto a su pareja la startup Chefly, la cual fue seleccionada por varios programas como Tetuan Valley, Google for Startups Madrid y la edición en línea de Y Combinator Startup School. Durante 4 años fue desarrollador de software de la aplicación web. Paralelamente al desarrollo, fue formador independiente para empresas privadas y plataformas de educación en línea (Entre ellas, Platzi) así como conferenciante y divulgador de tecnologías web iniciando en este año su canal de Youtube.
En 2017, comienza a trabajar como responsable de comunidades de desarrollo (developer relations) en Google
En 2018, es contratado en remoto por IBM como ingeniero de software sénior para la división IBM Research de Nueva York.
En 2019, comienza a trabajar como ingeniero de software sénior en Eventbrite. Trabajo que finaliza en 2020 por la crisis originada por el COVID-19
En 2021, dirigió el Máster en Desarrollo Web Fullstack de la Universidad Europea de Madrid.
En 2022, comienza a colaborar como colaborador docente y revisor de contenido de la asignatura "JavaScript para programadores" del máster en desarrollo de aplicaciones web de la Universidad Oberta de Catalunya. Durante un periodo corto de tiempo, trabaja como desarrollador de software sénior en la startup valenciana CoCircular.
En 2023, inicia su labor docente como profesor asociado en el "Master en Desarrollo Web Fullstack" de la Universidad Europea de Madrid, impartiendo varias asignaturas relacionadas con el desarrollo front-end.

## Premios y reconocimientos
- En 2009, recibió el premio "Mejor Webcómic/Cómic On-Line" del Salón del Cómic de Madrid, por su cómic Pardillos.[18]
- En 2010, su cómic Pardillos fue elegido "Mejor Antología/Cómic de Humor" por la web ZonaFandom.
- En 2014, gana el primer premio del hackathon informático del evento T3chfest.
- En 2019, la multinacional Google le nombra Google Developer Expert en el área de tecnologías web y actualmente forma parte del programa.[19]
- En 2021, es nombrado Auth0 Ambassador por la empresa Auth0.[20]
- En 2021, es nombrado Prisma Ambassador por la empresa Prisma.
- En 2022, 2023 y 2024 la multinacional Microsoft le concedió el prestigioso galardón Microsoft MVP (Microsoft Most Valuable Professional) en el área de la tecnologías de desarrollo.[21]
- En 2024 es de nuevo reconocido por Google, como Google Developer Expert, esta vez en la categoría de Firebase.

## Publicaciones

### Cómic/Humor Gráfico
- Azaustre, Carlos. (2008). Pardillos Vol. 1. Azacomic. ISBN 978-84-612-5151-3
- Azaustre, Carlos. (2009). Pardillos Vol. 2. Azacomic. ISBN 978-84-613-2009-7
- Azaustre, Carlos. (2009). Pardillos Vol. 3. Azacomic. ISBN 978-84-613-5780-2
- Azaustre, Carlos. (2010). Pardillos Vol. 4. Azacomic. ISBN 978-84-614-0112-3
- Azaustre, Carlos. (2010). Zapping Series. Azacomic. ISBN 978-84-938269-0-1
- Azaustre, Carlos. (2010). Pardillos Vol. 5. Azacomic. ISBN 978-84-938269-1-8
- Azaustre, Carlos. (2012). Pardillos Vol. 6. Azacomic. ISBN 978-84-938269-3-2

### Libros Técnicos
- Arévalo, Jorge; Azaustre, Carlos. (2013) Instant Zurb Foundation 4. Packt Publishing. ISBN 978-1782164029
- Azaustre, Carlos. (2014). Desarrollo web ágil con Angular.js. Amazon KDP/Autopublicación. ISBN 979-8369835111
- Azaustre, Carlos. (2021). Aprendiendo JavaScript. Amazon KDP/Autopublicación. ISBN 979-8700179263
- Azaustre, Carlos. (2023). Aprendiendo React. Amazon KDP/Autopublicación. ISBN 979-8852737427
- Azaustre, Carlos. (2024). Dominando JavaScript. Amazon KDP/Autopublicación. ISBN 979-8338283325